# El Morellano
El Morellano fue un periódico editado en la ciudad española de Morella entre 1887 y 1888.

## Descripción
Subtitulado «periódico católico-tradicionalista», se publicaba una vez por semana, los domingos, bajo la dirección de Miguel Soto e inspirado por el clero de Morella. Apareció el 30 de octubre de 1887 y, si bien Ribelles Comín asegura que desapareció dos meses después, Navarro Cabanes dice en sus Apuntes bibliográficos de la prensa carlista guardar varios números más, hasta el cuadragésimo séptimo, de 29 de septiembre de 1888. Publicado en la imprenta que el propio director tenía en la localidad castellonense, constaba de cuatro páginas de 44 por 32 centímetros a tres columnas, sostuvo campañas contra El Maestrazgo Liberal y acabó por firmar el «manifiesto de Burgos». Se vería continuado por La Fidelidad Morellana, también dirigida por Soto.